# امباتوهارانانا، مانانارا نورد
امباتوهارانانا، مانانارا نورد (به لاتین: Ambatoharanana, Mananara Nord) یک سکونتگاه مسکونی در ماداگاسکار است که در آنالانجیروفو واقع شده‌است.

## خصوصیات
امباتوهارانانا ۹٬۰۰۰ نفر جمعیت دارد و ۲۹۹ متر بالاتر از سطح دریا واقع شده‌است.